# Aorta

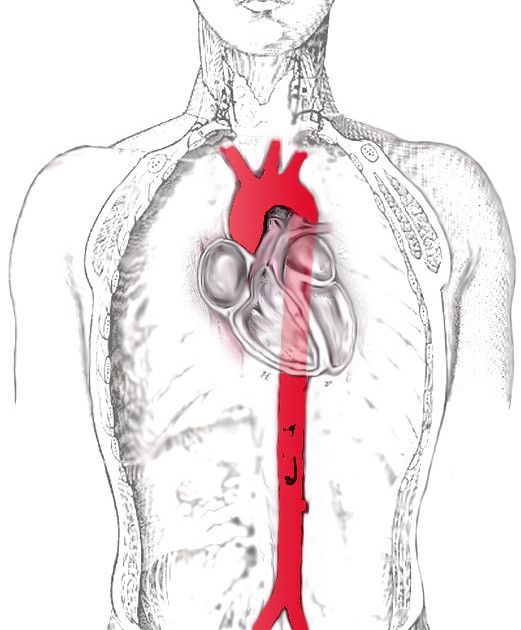
Az aorta szkematikus ábrázolása

Az aorta az emberi szervezet legnagyobb verőere, mely a szív bal kamrájából lép ki és ellátja az egész szervezetet oxigéndús vérrel. Embernél kb. 2,5-3,5 cm átmérőjű és 30-40 cm hosszú. Alakja egy sétabothoz hasonló egy felszálló ággal (aorta ascendens), ívvel (arcus aortae) és egy hosszú leszálló ággal (aorta descendens).

## Anatómia
Az aortát az alább felsorolt részekre osztjuk:
- bal kamrából eredő kezdeti szakasza zöldhagymaszerűen tágult (bulbus aortae)
- előbbi éles határ nélküli folytatása a felszálló aorta (aorta ascendens): amely a szívtől az aortaívig terjed
- aortaív (arcus aortae): amely egy fordított U betűhöz hasonlít
- leszálló aorta (aorta descendens): az aorta oszlásáig tart, ahol két részre válva a két közös csípőverőérre oszlik (arteria iliaca communis)
  - leszálló aorta mellkasi szakasza (aorta thoracica), amely a rekeszizom (diaphragma) feletti része
  - leszálló aorta hasi szakasza (aorta abdominalis), amely az aorta rekeszizom alatti része

## Szerkezete
Az aorta a szervezet egyetlen elasztikus típusú nagy artériája. Rugalmassága fontos a véráramlás folyamatossága szempontjából. A szív összehúzódása során 120 Hgmm nyomással vért pumpál az aortába, ami rugalmasságánál fogva kitágul, majd a bal kamra elernyedésével, ahogy a nyomás csökken, a rostok ismét megrövidülnek, ezáltal a bennmaradt vért mintegy továbbpumpálva.
Az aorta fala, a többi verőérhez hasonlóan három rétegből áll:
- tunica intima: Az érfal legbelsőbb rétege. Az ér lumenét egy sejtrétegből álló endothel béleli, ami alatt rugalmas rostokat, valamint kollagént tartalmazó kötőszövet van.
- tunica media: Az érfal középső rétege, mely kb. 60-70 körkörös elrendeződésű lemezből áll. Ezek között rugalmas rostok, valamint simaizomsejtek találhatók.
- tunica adventitia: A legkülső finom kötőszövetes réteg, rugalmas rostokkal és magát az érfalat tápláló apró erekkel (vasa vasorum).

## Patológiája
- Atherosclerosis
- Aortoiliacalis okkluzív érbetegség
- Aortaaneurizma
- Aorta dissectio
- Aortaruptura
- Erdheim-féle cysticus media necrosis
- Fejlődési rendellenességek:
  - Coarctatio aortae
  - Jobb oldali aortaív
  - Kettős aortaív
  - Nagyerek transzpozíciója
  - Megszakított aortaív